# Association sportive et culturelle Jaraaf (football)
Maillots
Actualités
L'association sportive et culturelle Jaraaf (ASC Jaraaf) possède une section football au Sénégal. Il est basé à Dakar,.

## Histoire
Le club a été créé le 20 septembre 1969. Le club portait, durant les années 1930, le nom de Foyer France Sénégal (FFS). Pendant de nombreuses années, cette équipe a représenté l'un des pôles majeurs du football dans la capitale sénégalaise, en rivalité avec son adversaire historique, ASC Jeanne d'Arc. Le premier représente la commune de Médina, tandis que le second incarne celle du Plateau, où se trouvent les douze penc (six de chaque côté), symboles de l'identité la plus ancienne de la ville. Ce derby existait déjà avant l'indépendance, avec le Foyer France Sénégal, l'une des deux équipes à l'origine de la naissance du Jaraaf en 1969.
Le FFS. a vu le jour en 1933 en tant que société mutuelle de solidarité visant à soutenir le développement de l'enseignement. Présidé par Gueye Fall, directeur de l'école de l'avenue Faidherbe, puis de l'école Malick Sy et de l'École de Médina, le Foyer France Sénégal a rapidement tissé sa toile dans le tissu social de la capitale. En 1946, sa section sportive a été créée, donnant naissance à une équipe qui a remporté la coupe de l'A.O.F dès 1948. La devise « Discipline-Effort: s'instruire pour servir » a été adoptée par l'équipe actuelle sous le « Yaru, Yeewu, Yeete ». Les couleurs du maillot blanc-vert ont également été transmises au Foyer de Casamance, puis à l'actuel Casa Sports.
L'autre équipe qui a fusionné avec le FFS pour donner naissance au Jaraaf est celle des Espoirs de Dakar, créée en 1958 à la suite d'une dissidence avec l'US Gorée, ainsi qu'au manque d'opportunités pour de nombreux jeunes de la Médina au sein du FFS.
Parmi les personnalités de l'ère post-indépendance, il y a le premier capitaine de l'équipe nationale, Alioune Badara Gueye, surnommé « Blé », du milieu de terrain Louis Gomis, de Yatma Diop, du gardien Amadou Lamine Loum, des défenseurs Issa Mbaye et « Vieux Faye », ainsi que de l'attaquant Bamba Diarra.
Du côté des Espoirs de Dakar, on peut citer le milieu de terrain Louis Camara, le gardien Demba Mbaye, Matar Niang, le défenseur Pape Fall, père de Malick Fall, Mohamed Diongue, surnommé « Boy Cowboy », « Papa Ndiaye », dit « Capi », Édouard Gnacadja, « Petit Dia », Moulaye Idris Diouf et encore Moussa Ndao. Cheikh Seck ancien gardien de but formé au club en est le président.
Le club est également appelé ASC Jaraaf, Diaraf étant la francisation du terme Jaraaf en langue wolof.
Le Jaraaf s'identifie avec son slogan historique, la devise « Yaru, Yeewu, Yeete » qui signifie la discipline, l'éveil et l'éducation.
L'objectif principal du club à sa création était d'œuvrer à l'amélioration de la condition morale, matérielle et sociale de ses membres, à leur perfectionnement intellectuel, par la pratique du sport et la mise en œuvre d'activités culturelles et artistiques.

## Palmarès
- Coupe d'Afrique-Occidentale française (1) 
  - Vainqueur : 1948

- Champion du Sénégal (13) 
  - Champion : 1968, 1970, 1975, 1976, 1977, 1982, 1989, 1995, 2000, 2004, 2010, 2018 et 2025
  - Vice-Champion : 1958, 1971 ,1979, 1993,  1998, 2003, 2005, 2006,  2009 ,2011 ,2014 ,2016 ,2019 ,2022 ,2024

- Coupe du Sénégal (16) 
  - Vainqueur : 1967, 1968, 1970, 1973, 1975, 1982, 1983, 1985, 1991, 1993, 1994, 1995, 2008, 2009, 2013, 2023
  - Finaliste : 1967, 1976, 1979, 1992, 2004 et 2025

### Équipe Juniors
- Coupe du Sénégal de football junior (1)
  - Vainqueur en 2016[4] et 2024[5].
  - Finaliste en 2018[6]

## Personnalités du club

### Staff technique
| Malick Daf            | Entraîneur              |
| Ciré Dia              | Entraîneur adjoint      |
| NDiaye Charles Aurian | Entraîneur des gardiens |
| Saliou Ndao           | Préparateur physique    |
|                       | Intendant               |
| Alioune Abatalibe Sow | Docteur                 |
|                       | Kiné                    |
| Mamadou Salif Seydi   | Physio                  |

## Parcours en compétitions africaines
24 participations :
- Coupe des clubs champions africains 1968
  - Premier Tour
    - FAR Rabat (Maroc) 1-0, 0-2
- Coupe des clubs champions africains 1971
  - Premier Tour
    - Stade Malien (Mali) 3-0, 4-0
- Coupe des clubs champions africains 1976
  - Huitièmes de finale
    - Os Balantas (Guinée-Bissau) 6-1, 1-7
    - Lomé I (Togo) 1-0, 1-1
    - Hafia FC (Guinée) 2-2, 4-0
- Coupe des clubs champions africains 1977
  - Second Tour
    - ASG Garde nationale (Mauritanie) 3-0, 0-2
    - Accra Hearts of Oak FC (Ghana) 1-1, 2-1

- Coupe des clubs champions africains 1983
  - Demi-finales
    - Gambia Ports Authority (Gambie) 4-0, 0-2
    - Africa Sports (Côte d'Ivoire) 0-0, 0-0 (3-0 pen.)
    - JE Tizi-Ouzou (Algérie) 1-0, 0-0
    - KAC de Kenitra (Maroc) 2-1, 1-1
    - Asante Kotoko FC (Ghana) 2-1, 2-0
- Coupe d'Afrique des vainqueurs de coupe de football 1984
  - Huitième de final
    - Mighty Blackpool FC (Sierra Leone) 2-0, 1-2
    - Al Ahly Tripoli (Libye) 2-1, 0-3
- Coupe d'Afrique des vainqueurs de coupe de football 1986
  - Huitième de final
    - Starlight Banjul (Gambie) 1-1, 1-1, 3-4 tab
    - CS Hammam Lif (Tunisie) 2-1, 0-1
- Coupe des clubs champions africains 1990
  - Premier Tour
    - Heartland FC (Nigeria) 1-0, 3-0
- Coupe d'Afrique des vainqueurs de coupe de football 1992
  - Premier Tour
    - ASFAG Conakry (Guinée) 0-1, 2-2
- Coupe des clubs champions africains 1996
  - Huitièmes de finale
    - AS Kaloum Star (Guinée) 0-0, 1-1 (0-0 (a))
    - ASEC Mimosas (Côte d'Ivoire) 0-0, 1-1 (0-0 (a))
    - CS Sfaxien (Tunisie) 3-1, 5-0
- Coupe de la CAF 1999
  - Huitième de finale 
    - Man FC (Côte d'Ivoire) 1-0, 3-0
    - Wydad AC (Maroc) 1-1, 1-2
- Ligue des Champions de la CAF 2001
  - Second tour
    - Real de Banjul (Gambie) 1-0, 0-1
    - ASEC Mimosas (Côte d'Ivoire) 2-0, 0-2 (2-4 pen.)

- Ligue des Champions de la CAF 2004
  - Second tour
    - ASFAG (Guinée) 1-0, 1-2
    - Enyimba FC (Nigeria) 2-0, 3-0
- Ligue des Champions de la CAF 2005
  - Tour préliminaire
    - Fello Star (Guinée) 0-1, 2-1 (2-2 (a))
- Ligue des Champions de la CAF 2006
  - Premier Tour
    - LPRC Oilers (Liberia) 3-2, 0-0
    - Enyimba FC (Nigeria) 0-0, 2-0
- Ligue des Champions de la CAF 2007
  - Tour préliminaire
    - Maranatha FC (Togo)
- Coupe de la confédération 2009
  - Tour préliminaire
    - US Ouagadougou (Burkina-Faso) 0-0, 1-1
- Coupe de la confédération  2010
  - Tour préliminaire
    - Fath US (Maroc) 2-1, 0-2
- Ligue des Champions de la CAF 2011
  - Second Tour
    - Ports Authority FC (Gambie) 1-1, 2-0
    - Djoliba AC (Mali) 3-0, 1-1
    - ES Tunis (Tunisie) 5-0,	0-1
- Coupe de la confédération 2011
  - Huitièmes de finale
    - JS Kabylie (Algérie) 1-1, 0-2
- Coupe de la confédération 2014
  - Premier Tour 
    - Ebusua Dwarfs (Ghana) 1-0
- Ligue des champions de la CAF 2018-2019
  - Premier Tour
    - US Koroki (Togo) 1-1, 1-1, 4-2 tab
    - Wydad AC (Maroc) 2-0, 1-3
- Coupe de la confédération 2018-2019
  - Second Tour
    - RS Berkane (Maroc) 2-0, 1-5
- Coupe de la confédération 2020-2021
  - Quarts de finale
    - Kano Pillars (Nigeria) 3-1, 0-0
    - FC San-Pédro (Côte d'Ivoire) 0-1, 2-1
    - FC Platinum (Zimbabwe) 0-1, 0-1
    - CS Sfaxie (Tunisie) 1-1, 0-0
    - ES Sahel (Tunisie) 2-0, 1-0
    - Salitas FC (Burkina-Faso) 2-0, 0-1
    - Coton Sport (Cameroun) 1-0, 1-2
- Coupe de la confédération 2022-2023,[9]
- Coupe de la confédération 2024-2025
  - Phases de groupe
    - East End Lions (Sierra Leone) 0-1, 3-0
    - RC Abidjan (Côte d'Ivoire) 0-0, 3-0
    - ASEC Mimosas (Côte d'Ivoire) 0-2, 1-0
    - USM Alger (Algérie) 0-0, 0-2
    - Orapa United FC (Botswana) 1-0, 0-0